# Platylabus victorianus
Platylabus victorianus là một loài tò vò trong họ Ichneumonidae.